# 烏拉山
烏拉山是阴山山脉的支脉，位于中国内蒙古自治区境内。它横贯巴彦淖尔市东南部。西起西山咀，东至包头市的昆都仑河，隔河和大青山相连。东西长94公里，南北宽20公里。